# Gitíon
Gitíon o Gitèon (en grec antic: Γύθειον, llatí: Gytheum o Gythium) va ser una ciutat de Lacònia situada a prop del golf Lacònic, al sud-oest de la desembocadura del riu Eurotes, a uns 40 km d'Esparta. Era famosa pels seus formatges, que Llucià de Samòsata esmenta en algun dels seus diàlegs.
Pomponi Mela diu que per la ciutat passava un petit rierol anomenat Gítios, i era situada en una plana fèrtil molt ben conreada. Després de l'arribada dels doris es va convertir en la principal ciutat marítima de Lacònia i, per tant, va ser considerada el port d'Esparta, i els vaixells de guerra normalment estacionaven al port de Gitíon. Durant la guerra del Peloponnès va ser el primer lloc que els atenesos van atacar, i ho van fer diverses vegades. L'any 455 aC el general atenenc Tòlmides la va incendiar, segons diuen Tucídides i Diodor de Sicília. Durant el període d'hegemonia tebana, Epaminondes, després de la batalla de Leuctra, va avançar cap al sud fins a Gitíon l'any 370 aC, però, tot i que la va assetjar durant tres dies, no la va poder ocupar, segons diu Xenofont. Encara que era ben fortificada el tirà Nabis d'Esparta en va reforçar les muralles Els romans la van ocupar el 195 aC i cap a l'any 30 aC August la va incloure dins la confederació de ciutats lliures de Lacònia (Eleuthero-Laconia), i durant la dominació romana va ser una ciutat de certa importància com demostren les ruïnes conservades, quasi totes d'època romana. El seu port, segons Estrabó, era artificial.
Pausànies va visitar la ciutat i a la plaça del mercat va veure unes estàtues d'Apol·lo i Hèrcules, que eren considerats els fundadors de la ciutat, i prop d'elles una estàtua de Dionís, i a l'altre costat de la plaça una estàtua d'Apol·lo Carneios, un temple d'Ammon, una estàtua de bronze d'Asclepi en un temple sense teulada, una font sagrada dedicada a aquest déu, un santuari de Demeter, i una estàtua de Posidó. Actualment la font sembla ser la que brolla entre la costa i l'acròpoli i indicaria el lloc de l'àgora. A l'acròpoli hi havia el temple d'Atena; les portes de Castor que menciona Pausànies, es creu que portaven de la ciutat baixa a la ciutadella. Enfront de la ciutat hi havia l'illa de Cranes on segons la tradició Paris va passar la primera nit amb Helena quan la va raptar d'Esparta.
Al sud de la ciutat hi havia la comarca anomenada Migònion, que derivava el seu nom de la unió de Paris i Helena a l'illa de Cranes. A la costa hi havia el temple d'Afrodita Migonítides i la muntanya sagrada de Dionís, anomenada Larísion, on cada any es feia un festival a la primavera dedicat a aquest déu. Prop de la ciutat Pausànies parla també d'una pedra anomenada Zeus el mitigador, on Orestes va ser curat de la seva bogeria. A Migònion es troba actualment Marathonisi, construïda al començament del segle xix, que és la capital del districte de Mani; l'antiga muntanya de Larísion es diu Kúmaro; i les ruïnes de Gitíon corresponen a la Paleópoli, una mica al nord de Marathonísi.
Les seves ruïnes pertanyen exclusivament al període romà. Les ruïnes de la ciutat consisteixen en uns banys, part d'un teatre de marbre blanc, l'acròpoli, i algun fragment de muralla, a més d'unes 30 restes d'edificis o tombes.